# Ánimas Trujano
Ánimas Trujano és una pel·lícula mexicana del director mexicà Ismael Rodríguez. Basada en la novel·la La mayordomía de Rogelio Barriga Rivas, la pel·lícula es va estrenar en 1961 i va ser protagonitzada per l'actor japonès Toshirō Mifune —aquesta va ser l'única pel·lícula que va filmar a Mèxic—, caracteritzat com un problemàtic i irresponsable indígena d'Oaxaca que aspira a convertir-se en el majordom del poble.

## Argument
Ánimas Trujano és un esquerp, jugador, borratxo i irresponsable indígena d'un petit poble d'Oaxaca. El seu més gran desig ésser escollit algun dia majordom del seu poble, títol anual atorgat pel rector local. Aquest gran honor generalment es lliura al més ric i respectable ciutadà, qui serà l'encarregat de posar tots els diners per a una festa anual de la verge, a la qual tot el poble està convidat. El motiu que Ánimas té per a ser majordom no és el de complaure al poble, sinó el de guanyar el respecte i l'admiració de la localitat. Ánimas té una esposa fidel i treballadora, Juana (Columba Domínguez), a qui enganya amb la prostituta del poble, Catalina (Flor Silvestre). Quan la filla gran de Trujano queda encinta del fill del latifundista local, Ánimas, encegat per l'ambició, ven el bebè al latifundista (Eduardo Fajardo) per a obtenir els diners que el farà candidat a obtenir el títol de majordom de les festivitats locals.
Narciso Busquets va doblar la veu de Toshiro Mifune, tal com va confirmar el propi director del film en una entrevista. Mifune va aprendre els diàlegs fonèticament, donant un perfecte moviment de diàleg, la qual cosa, unit al similar timbre de veu de tots dos actors, ha portat a vegades a pensar que no va haver-hi doblatge.

## Premis i reconeixements
La pel·lícula va ser nominada als Premis Oscar i al Golden Globe com a millor pel·lícula estrangera el 1962.